# شمال غربي (اتجاه)
الشَّمال الغربيّ هو أحد الإتجاهات الفرعية ويقع بين الإتجاهين الأصليين الشمال والغرب ويستخدم قي تحديد الإتجاهات بالبوصلة أو على الخرائط.